# Ernst Max Mohr
Ernst Max Mohr (Ebersbach (Fils), 20 de abril de 1910 — Berlim, 16 de maio de 1989) foi um matemático alemão.

## Obras selecionadas
- Die Darstellung der Komplexgruppen und der Charakteristiken der irreduziblen unter diesen, 1933
- Über die Kräfte und Momente, welche Singularitäten auf eine stationäre Flüssigkeitsströmung übertragen, 1940
- Bemerkungen zu Mises’ Behandlung des Nadelproblems von Buffon, 1941
- Über den Navier-Stokesschen Spannungsansatz für zähe Flüssigkeitsströmungen, 1941
- Zur Theorie des tragenden Flügels, 1942
- Ein Beitrag zur Weylschen Theorie vom Grenzpunktfall, 1982